# Limnophila (Arctolimnophila) claggi
Limnophila (Arctolimnophila) claggi is een tweevleugelige uit de familie steltmuggen (Limoniidae). De soort komt voor in het Nearctisch gebied.